# HD 40972
HD 40972，又名CD-25 2865，SAO 171138、HR 2129，是一颗恒星，视星等为6.05，位于銀經231.28，銀緯-21.74，其B1900.0坐标为赤經5h 57m 9.3s，赤緯-25° -21.74′ 9″。